# Southgate (stacja metra)
Southgate – stacja metra londyńskiego na linii Piccadilly, położona na terenie London Borough of Enfield. Została otwarta 13 marca 1933 roku, głównym projektantem był Charles Holden
. Budynek stacji wpisany jest do rejestru zabytków. Według danych za rok 2007, ze stacji korzysta ok. 4,8 mln pasażerów rocznie. Należy do czwartej strefy biletowej.

## Galeria

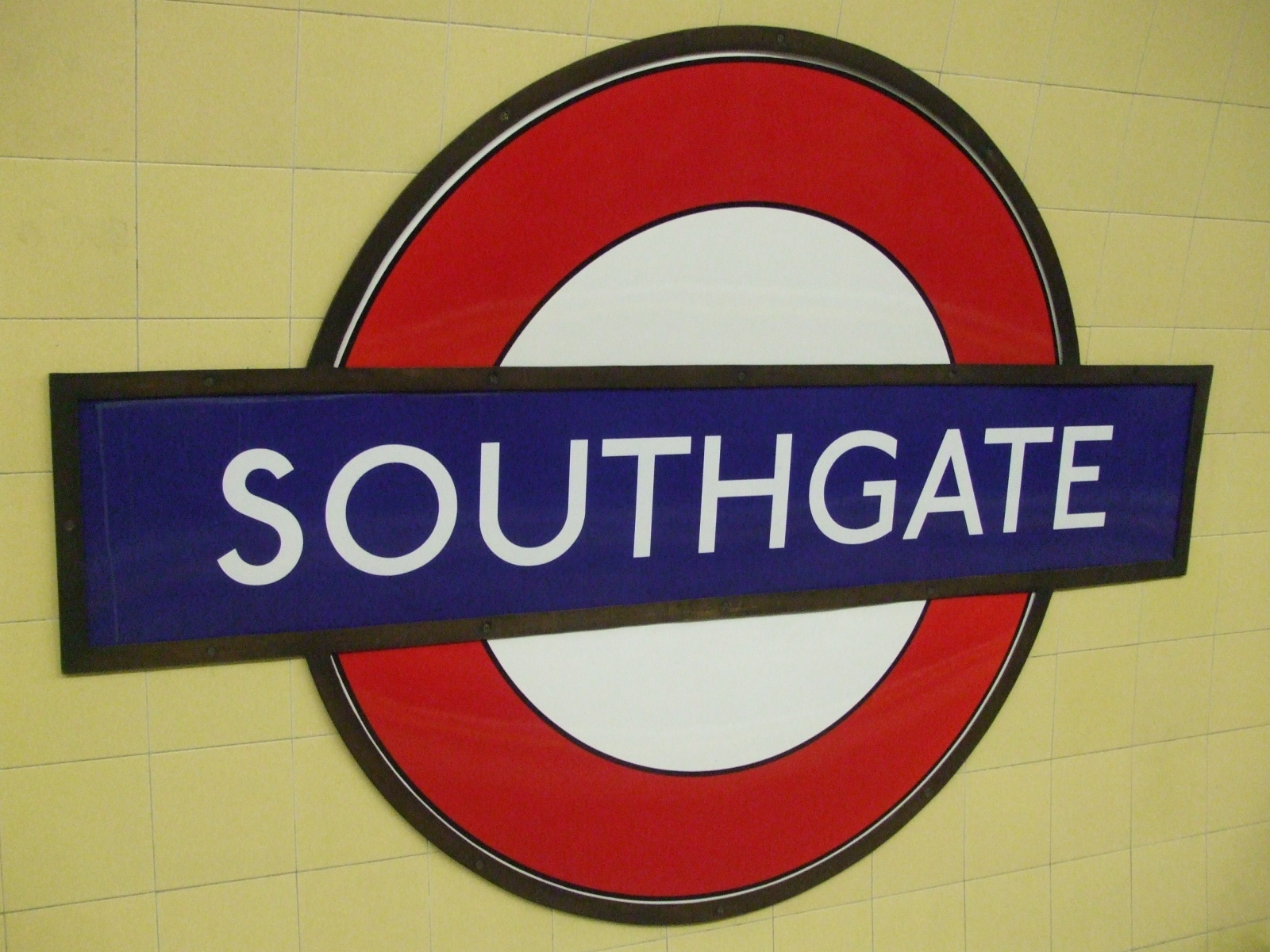
Logo stacji
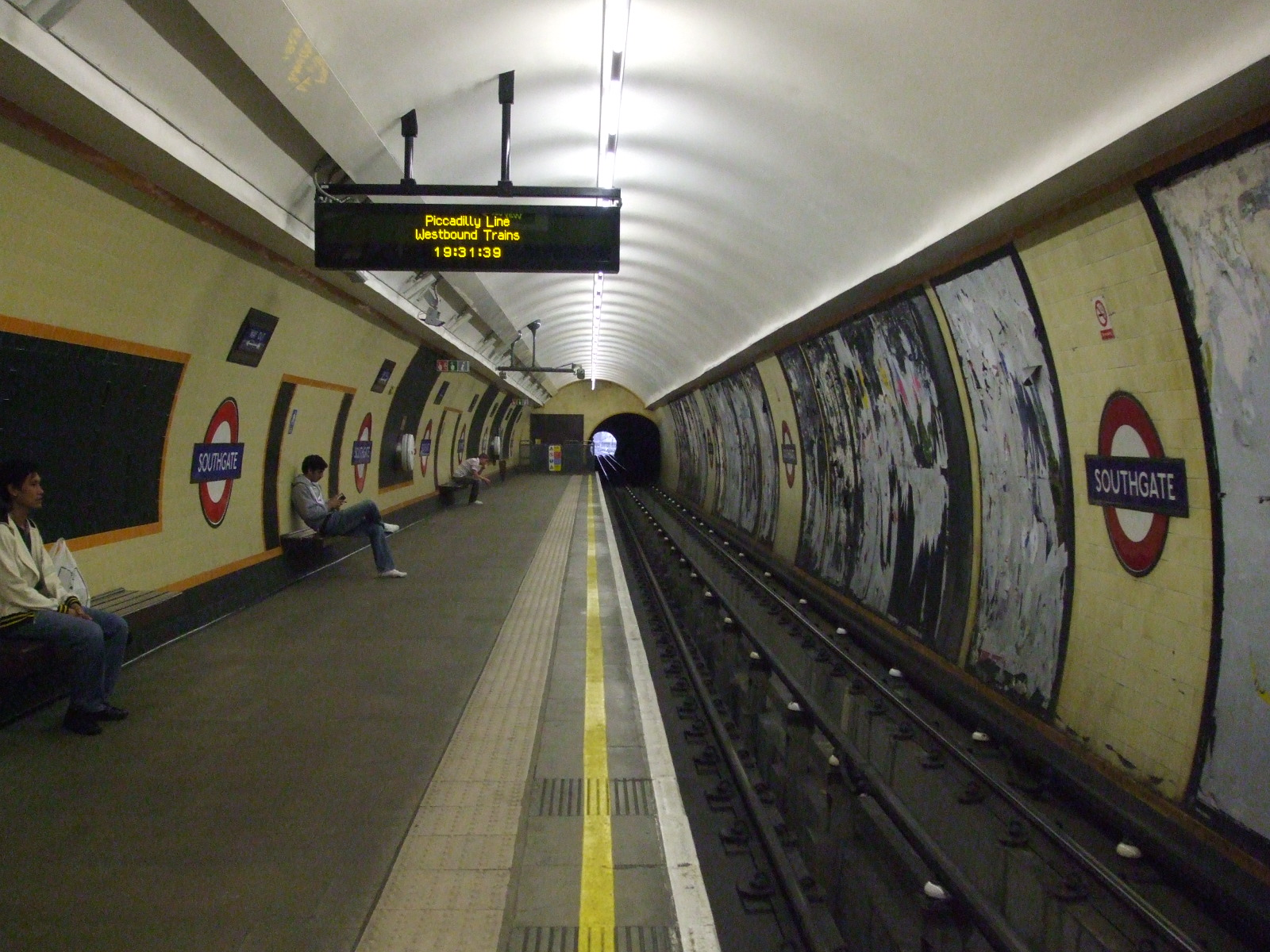
Jeden z peronów
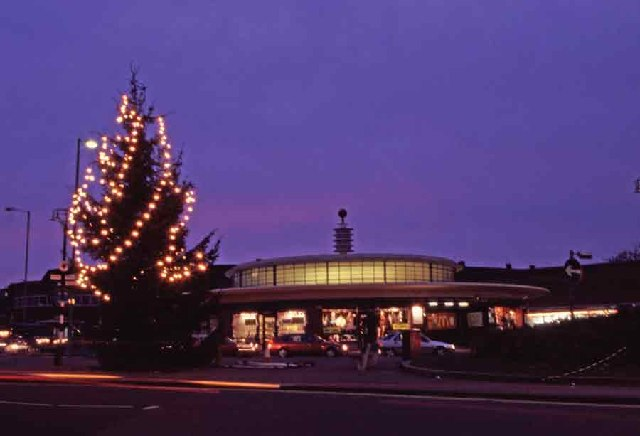
Stacja z dekoracjami świątecznymi